# 코즐로프피그미뛰는쥐
코즐로프피그미뛰는쥐 또는 코즐로프피그미저보아(Salpingotus kozlovi)는 뛰는쥐과에 속하는 설치류의 일종이다. 중국 북서부와 몽골 남부와 동부 지역에서 발견된다. 자연 서식지는 온대 사막 지대이다.